# XIe congrès du Parti populaire
Le XIe congrès du Parti populaire (en espagnol : XI Congreso Nacional del Partido Popular) est un congrès du Parti populaire (PP) espagnol, organisé du 5 au 7 février 1993 à Madrid, afin d'élire le comité exécutif et d'adopter la motion politique et les nouveaux statuts.
José María Aznar, président du PP depuis 1990, est largement réélu pour un deuxième mandat.

## Comité d'organisation
Au cours de sa réunion du 30 novembre 1992, le comité directeur national approuve la composition du comité d'organisation du congrès. Il est présidé par le député Rodolfo Martín Villa.

## Candidat à la présidence
| Candidat | Candidat | Candidat                  | Fonction politique récente                                              |
| -------- | -------- | ------------------------- | ----------------------------------------------------------------------- |
|          |          | José María Aznar (39 ans) | Président du PP (depuis 1990) Député aux Cortes Generales (depuis 1989) |

## Déroulement
Le congrès est convoqué les 5, 6 et 7 février 1993 à Madrid.
Deux motions sont débattues au cours du congrès, rédigées par autant de groupes de travail : 
- Motion « Programme électoral », coordonnée par Francisco Álvarez-Cascos ;
- Motion statutaire, coordonnée par Federico Trillo.

## Résultats
Le 21 janvier, José María Aznar est réélu président du PP : sa liste pour le comité exécutif national reçoit le soutien de 98,92 % des suffrages exprimés.

### Élection du comité exécutif national
| Candidat        | Candidat         | Voix  | %     |
| --------------- | ---------------- | ----- | ----- |
|                 | José María Aznar | 2 281 | 98,92 |
|                 | Votes blancs     | 25    | 1,08  |
|                 |                  |       |       |
| Votes valides   | Votes valides    | 2 306 | 99,52 |
| Votes invalides | Votes invalides  | 11    | 0,48  |
| Total           | Total            | 2 317 | 100   |

### Composition du comité exécutif
À la suite de sa victoire, José María Aznar annonce le nom des membres qu'il a choisi pour entrer dans la direction nationale du parti. Celle-ci se compose en majorité de technocrates et d'anciens militants de la défunte Union du centre démocratique (UCD). Afin de procéder au renouvellement générationnel et à la féminisation du comité exécutif, Aznar est contraint de se séparer de quelques cadres historiques,.
| Comité exécutif national                             | Comité exécutif national       |
| ---------------------------------------------------- | ------------------------------ |
| Président fondateur                                  | Manuel Fraga                   |
| Président                                            | José María Aznar               |
| Secrétaire général                                   | Francisco Álvarez-Cascos       |
| Vice-secrétaire général                              | Mariano Rajoy                  |
| Vice-secrétaire général                              | Javier Arenas                  |
| Coordonnateur à l'Économie                           | Luis Gámir                     |
| Coordonnateur de la Présidence                       | Carlos Aragonés                |
| Secrétaire à l'Organisation                          | Juan Carlos Vera               |
| Secrétaire à la Formation                            | Guillermo Gortázar             |
| Secrétaire aux Élections                             | Jesús Sepúlveda                |
| Secrétaire aux Études et aux Programmes              | José María Michavila           |
| Secrétaire aux Relations internationales             | José María Robles Fraga (es)   |
| Président du comité électoral                        | José Manuel Romay              |
| Président du comité de la discipline et des conflits | Félix Pastor (es)              |
| Membre                                               | José Luis Álvarez              |
| Membre                                               | José María Álvarez del Manzano |
| Membre                                               | Juan Carlos Aparicio           |
| Membre                                               | Rita Barberá                   |
| Membre                                               | Soledad Becerril               |
| Membre                                               | Gabriel Cisneros               |
| Membre                                               | Juan Tomás Esteo Palomo        |
| Membre                                               | María Teresa Estevan Bolea     |
| Membre                                               | Juan Manuel Fabra (ca)         |
| Membre                                               | Manuel Fernández González      |
| Membre                                               | Enrique Fernández-Miranda      |
| Membre                                               | Rodolfo Martín Villa           |
| Membre                                               | Teófila Martínez               |
| Membre                                               | Abel Matutes                   |
| Membre                                               | Jaime Mayor Oreja              |
| Membre                                               | Mercedes de la Merced          |
| Membre                                               | Alejandro Muñoz-Alonso (es)    |
| Membre                                               | Marcelino Oreja                |
| Membre                                               | José Manuel Otero Novas        |
| Membre                                               | Loyola de Palacio              |
| Membre                                               | Luis Ramallo                   |
| Membre                                               | Luisa Fernanda Rudi            |
| Membre                                               | Alberto Ruiz-Gallardón         |
| Membre                                               | Javier Rupérez (es)            |
| Membre                                               | María Jesús Sáinz              |
| Membre                                               | Alejo Vidal-Quadras            |
| Membre                                               | Isabel Tocino                  |
| Membre                                               | Federico Trillo                |
| Membre                                               | Celia Villalobos               |